# Saint-Fraimbault-de-Prières

Saint-Fraimbault-de-Prières este o comună în departamentul Mayenne, Franța. În 2009 avea o populație de 1,008 de locuitori.